# Campeonato Neerlandés de Fútbol 1899-1900
El Campeonato Neerlandés de Fútbol 1899/00 fue la 12.ª edición del campeonato de fútbol de los Países Bajos. Participaron trece equipos divididos en dos divisiones. El campeón nacional fue determinado por un partido final  entre los ganadores de la división este y oeste. HVV Den Haag ganó el campeonato venciendo al Victoria Wageningen por 1:0 en el partido desempate.

## Nuevos participantes
Eerste Klasse Este:
- Hercules
- Victoria Wageningen

Eerste Klasse Oeste:
- Ajax Sportman Combinatie (también conocido como Ajax Leiden)

## Divisiones

### Eerste Klasse Este
| Pos | Equipo              | PJ | PG | PE | PP | GF | GC | Pts | DG  | Notas                                  |
| --- | ------------------- | -- | -- | -- | -- | -- | -- | --- | --- | -------------------------------------- |
| 1   | Victoria Wageningen | 10 | 6  | 3  | 1  | 28 | 8  | 15  | +20 | Clasificado a la final del campeonato. |
| 2   | Go Ahead Wageningen | 10 | 4  | 4  | 2  | 18 | 12 | 12  | +6  | -                                      |
| 3   | Quick Nijmegen      | 10 | 3  | 4  | 3  | 14 | 13 | 10  | +1  | -                                      |
| 4   | Vitesse             | 10 | 4  | 2  | 4  | 12 | 22 | 10  | -10 | -                                      |
| 5   | Hercules            | 10 | 3  | 1  | 6  | 13 | 22 | 7   | -9  | -                                      |
| 6   | PW                  | 10 | 2  | 2  | 6  | 15 | 23 | 6   | -8  | -                                      |

PJ = Partidos jugados; PG = Partidos ganados; PE = Partidos empatados; PP = Partidos perdidos; GF = Goles a favor; GC = Goles en contra; Pts = Puntos; DG = Diferencia de goles

### Eerste Klasse Oeste
| Pos | Equipo                   | PJ | PG | PE | PP | GF | GC | Pts | DG  | Notas                                  |
| --- | ------------------------ | -- | -- | -- | -- | -- | -- | --- | --- | -------------------------------------- |
| 1   | HVV Den Haag             | 12 | 10 | 1  | 1  | 45 | 22 | 21  | +23 | Clasificado a la final del campeonato. |
| 2   | Ajax Sportman Combinatie | 12 | 6  | 4  | 2  | 28 | 14 | 16  | +12 | -                                      |
| 3   | RAP                      | 12 | 6  | 3  | 3  | 37 | 16 | 15  | +21 | -                                      |
| 4   | Sparta Rotterdam         | 12 | 5  | 1  | 6  | 20 | 29 | 11  | -9  | -                                      |
| 5   | HFC Haarlem              | 12 | 4  | 2  | 6  | 20 | 27 | 10  | -7  | -                                      |
| 6   | HBS Craeyenhout          | 12 | 3  | 2  | 7  | 21 | 34 | 8   | -13 | -                                      |
| 7   | Koninklijke HFC          | 12 | 1  | 1  | 10 | 12 | 41 | 3   | -29 | No participa en la próxima temporada.  |

PJ = Partidos jugados; PG = Partidos ganados; PE = Partidos empatados; PP = Partidos perdidos; GF = Goles a favor; GC = Goles en contra; Pts = Puntos; DG = Diferencia de goles

### Final del campeonato
No se contaba la cantidad de goles, solo se contaban las victorias, como ambos ganaron un partido, se concurrió a un desempate.
| Equipo 1     | Agr.                  | Equipo 2            | Ida | Vuelta |
| ------------ | --------------------- | ------------------- | --- | ------ |
| HVV Den Haag | una victoria cada uno | Victoria Wageningen | 4-1 | 0-2    |

### Desempate por el título
| Equipo 1     | Resultado | Equipo 2            |
| ------------ | --------- | ------------------- |
| HVV Den Haag | 1–0       | Victoria Wageningen |

|                                  |
| Campeón HVV Den Haag 3.er título |